# Federazione dei Verdi
Federazione dei Verdi er et grønt italiensk politisk parti, som går ind for grøn socialisme. Angelo Bonelli og Luana Zanella er partiets formænd. Partiet blev grundlagt 9. december 1990. I Europa-Parlamentet er partiet medlem af gruppen Gruppen af De Grønne/Europæiske Frie Alliance.